# ناتورالیسم (ادبیات)

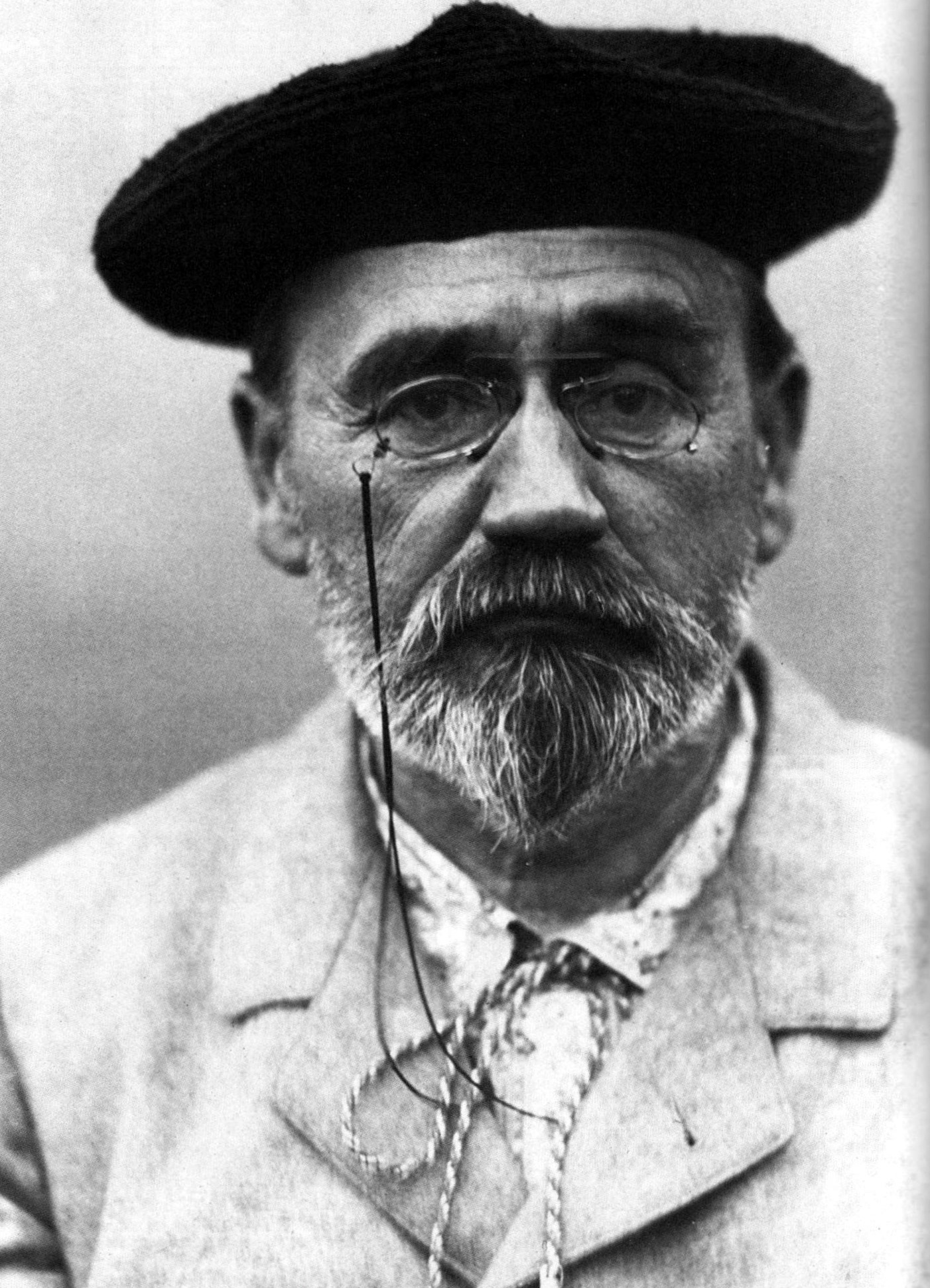
امیل زولا، برجسته‌ترین نویسندهٔ نچرالیسم

طبیعت‌گرایی یا نچرالیسم (به فرانسوی: Naturalisme) گرایش و جنبش ادبی است شبیه به رئالیسم و بر ضد رمانتیسم و سنت گرایی که در اواخر قرن نوزدهم تا اوایل قرن بیستم تحت تأثیر نظریات داروین شکل گرفته‌است. این جنبش بر پایهٔ یک رئالیسم سفت و سخت اجتماعی بنا شد و به تبع آن شباهت‌های بسیاری به رئالیسم نیز داشت. نچرالیسم به‌دور از نمادگرایی، ایدئال‌گرایی و احساسات‌گرایی‌های مرسوم، بر جزئیات روزمرهٔ زندگی تأکید می‌کرد، چرا که رفتار آدمی و سرنوشتش را در چارچوب جبر تحمیل شده از سوی وراثت و محیط می‌دانست. همچنین برخلاف سبک‌های سنت گرا که سوژهٔ آن‌ها درباریان و اشراف‌زادگان بودند شخصیت‌های داستانی در ادبیات نچرالیسم از طبقات فرودست و کم توان شکل می‌گرفتند.

## تاریخچه
ادبیات نچرالیسم یکی از جریان‌های ادبی مهم در قرن نوزدهم بود که نخست در اروپا و آمریکا شکل گرفت. این جریان ادبی از نظر فلسفی به پوزیتیویسم آگوست کنت بازمی‌گردد که در آن روش علمی پیشنهاد شده «فراتر از تجربه‌گرایی، مشاهده فعال و بی‌طرفی پدیده‌ها» بود. این روش علمی، نیازمند انجام آزمایش‌های کنترل شده توسط دانشمندان بود که این آزمایش‌ها فرضیات مربوط به آن پدیده‌ها را اثبات یا رد می‌کردند. امیل زولا این روش علمی را به ادبیات منتقل کرد و بر این اصرار کرد که نچرالیسم در ادبیات باید مانند آزمایش‌های کنترل شده باشد که در آن شخصیت‌ها به عنوان پدیده‌ها عمل می‌کنند.
در ادبیات نچرالیستی، واقعیت و طبیعت انسان به همراه شخصیت‌های داستانی بسیار مهم هستند. نویسندگان نچرالیسم به بررسی موضوعاتی مانند فقر، بی‌عدالتی، بیماری، مرگ و خشونت می‌پردازند و تصویری صادقانه و بدون تزویر از زندگی مردم را در مقابل خوانندگان خود قرار می‌دهند. شخصیت‌های داستانی در نچرالیسم معمولاً به عنوان پدیده‌هایی که تحت تأثیر شرایط داخلی و خارجی قرار می‌گیرند، نمایش داده می‌شوند و از اختیارات خود نسبت به سرنوشتشان بی‌اطلاع هستند. در این بین نویسندگان نچرالیسم، به عنوان نمایندگانی از طبقه کارگر و خیابان، به مبارزه با بی‌عدالتی‌های اجتماعی، فقر و بی‌رحمی دولت و طبقه ثروتمند پرداختند و عباراتی مانند «واقعیت بدون تزویر» و «تاریکی وحشتناک واقعیت» را به‌کار می‌برند تا به واقعیت بی‌رحمانه و ظاهری دنیای اطراف خود اشاره کنند.
در دهه‌های بعد از قرن نوزدهم، جریان‌های ادبی نوگرایانه و مدرنیستی به شکلی قوی در ادبیات جهانی ظهور کردند که محوریت آن‌ها بر تجدید نظر در سنت‌های ادبی و هنری و استفاده از فرم‌های نوین و نوآورانه بود. به همین دلیل، ادبیات نچرالیسم که بیشتر به شکلی واقع‌گرا و رئالیستی نمایش دنیا را به تصویر می‌کشید، به شکلی محافظه‌کارانه و منسوخ شده نمایش داده شد و در نقد ادبی و هنری با چالش‌هایی مواجه شد.
به علاوه، پس از جنگ جهانی اول، جهان به شدت به دنبال تحولات اجتماعی و سیاسی بود و ادبیات نچرالیسم قادر به پاسخ به چالش‌های جدید نبود. در نتیجه، به سمت ادبیاتی با تمرکز بر روی داستان‌های پویا و پرشور با مضامینی مرتبط با جامعه و انسان‌ها، مانند رمان‌های معاصری نظیر «گریت گتسبی» اثر فیتزجرالد، پرداخته شد.
با این حال، تأثیر ادبیات نچرالیسم در ادبیات جهانی همچنان قابل توجه است. این جریان ادبی با تأکید بر واقعیت، طبیعت و شخصیت‌های داستانی و با ابراز مشکلات اجتماعی و زندگی روزمره، به‌عنوان یکی از مهم‌ترین و پرتأثیرترین جریان‌های ادبی در تاریخ ادبیات معاصر شناخته می‌شود. همچنین، بسیاری از نویسندگان معاصر نیز همچنان ایده‌ها و مضامین ادبیات نچرالیستی در آثار خود به‌کار می‌برند.

## نویسندگان
برخی از نویسندگان معروف نچرالیست عبارت اند از: امیل زولا، جک لندن، استفان کرین، فرانک نوریس، آمبروز بیرس، کیتا بران، جان استاین بک، تودور درسیوس و ریچارد رایت. امیل زولا، برجسته‌ترین نویسندهٔ نچرالیسم است.

## نقد نچرالیستی
ادبیات نچرالیستی نه تنها نوید اصلاحی در ادبیات آمریکایی را به همراه داشت، بلکه از طریق نوآوری‌هایی که در سبک نویسندگان نچرالیستی دیده می‌شد، به نقد و تحلیل ادبی و هنری نیز تأثیرگذار بود. انتقادگران نچرالیستی مانند فرانک نوریس و کریستوفر لوزی در قالب تحلیل‌هایی از طریق آثار نویسندگان نچرالیستی، به بحث و بررسی اصول و رویکردهای نویسندگان ادبی پرداختند. علاوه بر این، این رویکرد به عنوان یک روش تحلیلی و بررسی‌ای در نقد ادبی و هنری پذیرفته شد و به تدریج به یکی از اصول نقد ادبی و هنری تبدیل شد. با تأکید بر تصویرسازی دقیق و توصیف واقعیت‌های زندگی، نقد نچرالیستی به عنوان یک دیدگاه کلی در نقد ادبی و هنری به تحلیل و بررسی آثار هنری از جمله رمان، شعر و نمایشنامه پرداخت. فرانک نوریس، روزنامه‌نگار و رمان‌نویس آمریکایی که آثار او اساساً در ژانر نچرالیسم بود، «واقع‌گرایی، رمانتیسم و نچرالیسم را در یک دیالکتیک قرار داد که در آن واقع‌گرایی و رمانتیسم نیروهای مخالف بودند» و نچرالیسم مخلوطی از دو تناقض بود. در طرح ایده‌های نوریس، نچرالیسم تفاوتی با ایده زولا دارد که «دیترمینیسم مادی یا هر ایده فلسفی دیگری را ذکر نمی‌کند».

## ترجمه به فارسی
بسیاری از آثار ادبی مرتبط با جنبش نچرالیستی به فارسی ترجمه شده‌اند. از میان این آثار می‌توان به رمان «کافکا در ساحل» نوشته هاروکی موراکامی، که به عنوان یک نمونه برجسته از ادبیات نچرالیستی ژاپن شناخته می‌شود، پرداخت. همچنین آثار دیگری نیز مانند، رمان «گریز از آزادی» نوشته ریچارد رایت، «مردان خالص» نوشته ارنست همینگ وی، «خانه نشینان» نوشته ناثانیل وست، و «قلعه حیوانات» نوشته جورج اورول به فارسی ترجمه شده‌اند و به عنوان نمونه‌هایی از ادبیات نچرالیستی شناخته می‌شوند.